# پرشوتراونسک
پرشوتراونسک (به روسی: Першотравенськ) شهری در استان دنیپروپتروفسک در کشور اوکراین واقع شده‌است. جمعیت این شهر ۲۷,۰۹۹ نفر (۲۰۲۱ تخمینی)است.